# Góra Skopus
Góra Skopus (hebr. הר הצופים, Har ha-Cofim; arab. جبل المشارف, Ǧabal al-Mašārif) – wzniesienie położone w północno-wschodniej Jerozolimie w Izraelu. Jego szczyt wznosi się na wysokość 826 m n.p.m. Znajdują się tu Uniwersytet Hebrajski oraz szpital Hadassa.

## Położenie
Góra Skopus jest położona na północny wschód od Starego Miasta Jerozolimy i wchodzi w granice administracyjne Jerozolimy. Wokół rozciągają się dzielnice Wadi al-Dżauz, Asz-Szajch Dżarrah, Giwat ha-Miwtar, Giwat Szapira, Isawija i At-Tur, oraz wieś as-Zaajem. Jerozolima jest stolicą Dystryktu Jerozolimy, a jednocześnie stolicą państwa Izrael.

## Środowisko naturalne
Jest to stosunkowo niewielkie wzniesienie (wysokość 826 m n.p.m.), które zamyka od północno-wschodniej strony płaskowyż, na którym położone jest miasto Jerozolima. Wschodnią krawędź tego płaskowyżu tworzy kilka wzniesień: Góra Skopus, Góra Oliwna (815 m n.p.m.), At-Tur (818 m n.p.m.) i Dżebel Batan al-Hawa (747 m n.p.m.). Grzbiet wzniesień w kierunku północno-zachodnim składa się ze Wzgórza Francuskiego (830 m n.p.m.), Kameret ha-Bira (835 m n.p.m.), Giwat ha-Miwtar (814 m n.p.m.) oraz Wzgórza Amunicyjnego (797 m n.p.m.). Wszystkie one są częścią Wyżyny Judzkiej. Okoliczny teren opada w kierunku wschodnim do pustyni Judzkiej i depresji Morza Martwego, a w kierunku północnym do wzgórz Samarii. Po stronie południowej znajduje się dolina Cedronu, za którą wznosi się Wzgórze Świątynne (743 m n.p.m.).
Góra Skopus w większości zbudowana jest z miękkich osadów morskich. Jest to kreda i wapień z okresu geologicznego późnej kredy. Taka budowa geologiczna sprzyjała powstawaniu naturalnych jaskiń. Między Górą Skopus a Wzgórzem Francuskim przebiega dział wód rozgraniczający zlewnię Morza Martwego od Morza Śródziemnego. W zlewni śródziemnomorskiej znajduje się strumień Zofim, a do Morza Martwego spływa strumień Og. Na południowo-zachodnich zboczach góry rozciąga się niewielki Park Narodowy Doliny Zurim. Utworzony w 2000 roku, chroni historyczny krajobraz centrum Jerozolimy oraz zachowuje oryginalną enklawę doliny Cedronu i Góry Oliwnej. Zajmuje powierzchnię 170 hektarów. W 2012 roku utworzono Park Narodowy zboczy Góry Skopus, który zajmuje powierzchnię 740 hektarów.

## Historia

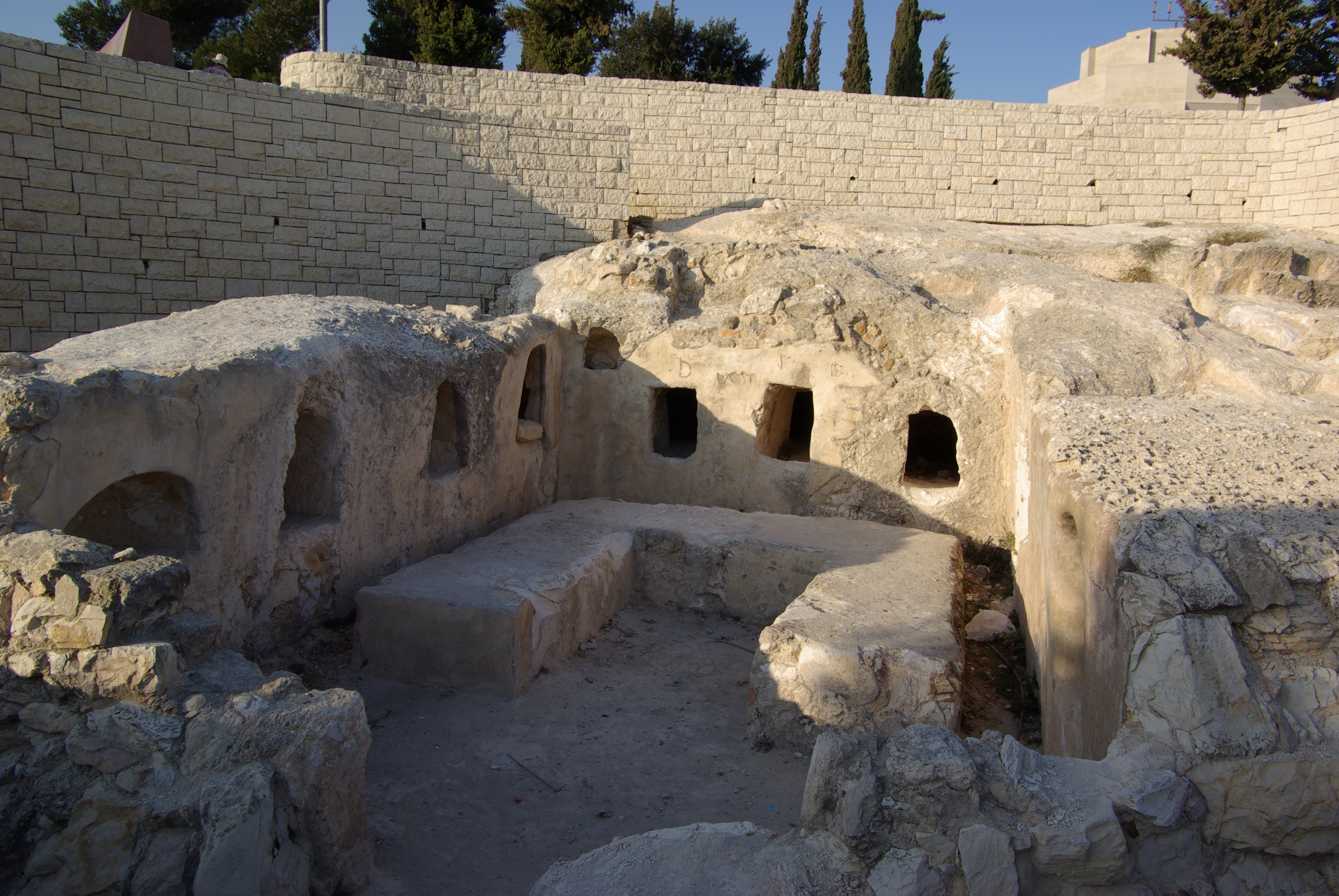
Starożytne miejsca pochówku w jaskiniach na Górze Skopus

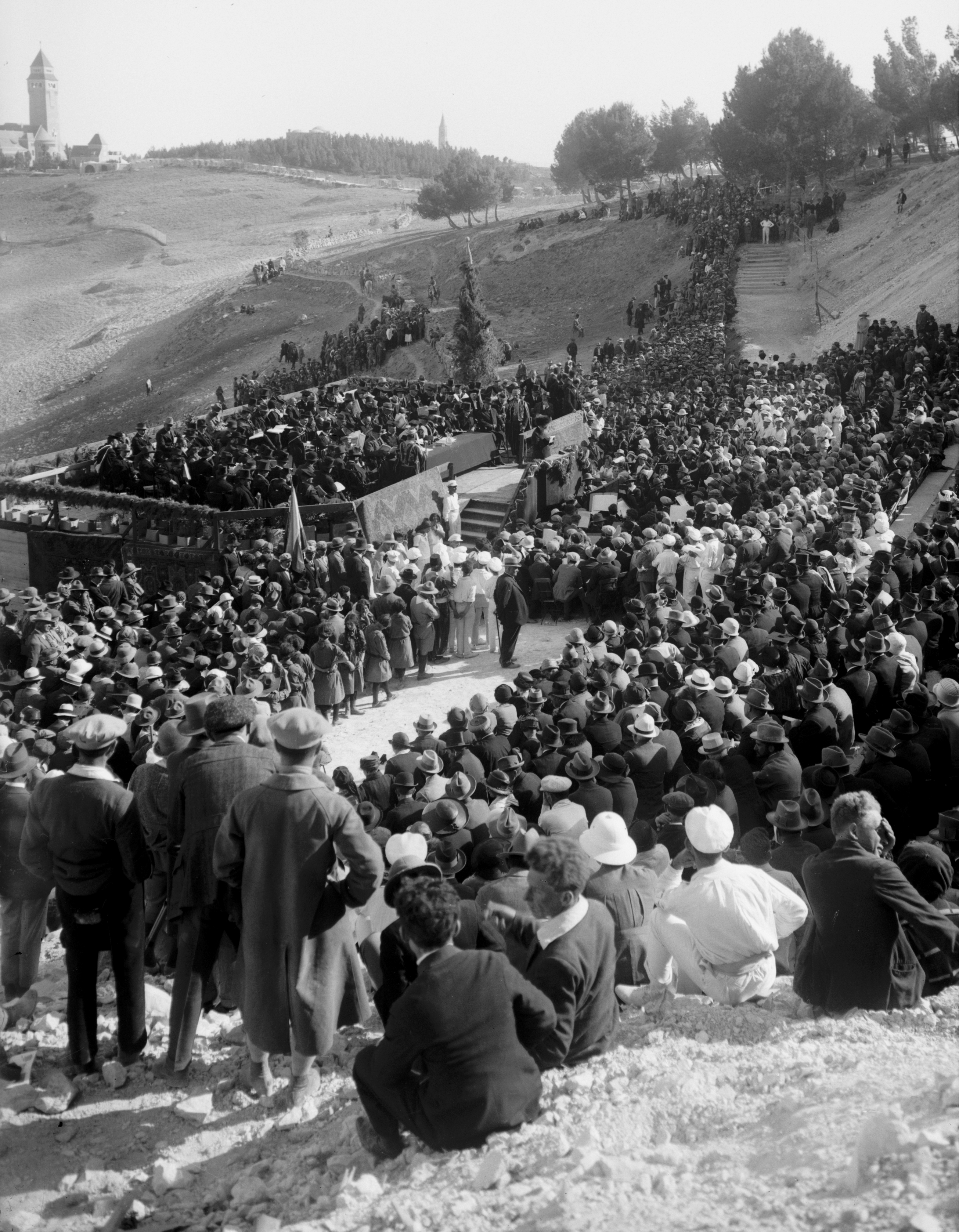
Ceremonia otwarcia Uniwersytetu Hebrajskiego, 1925 r.

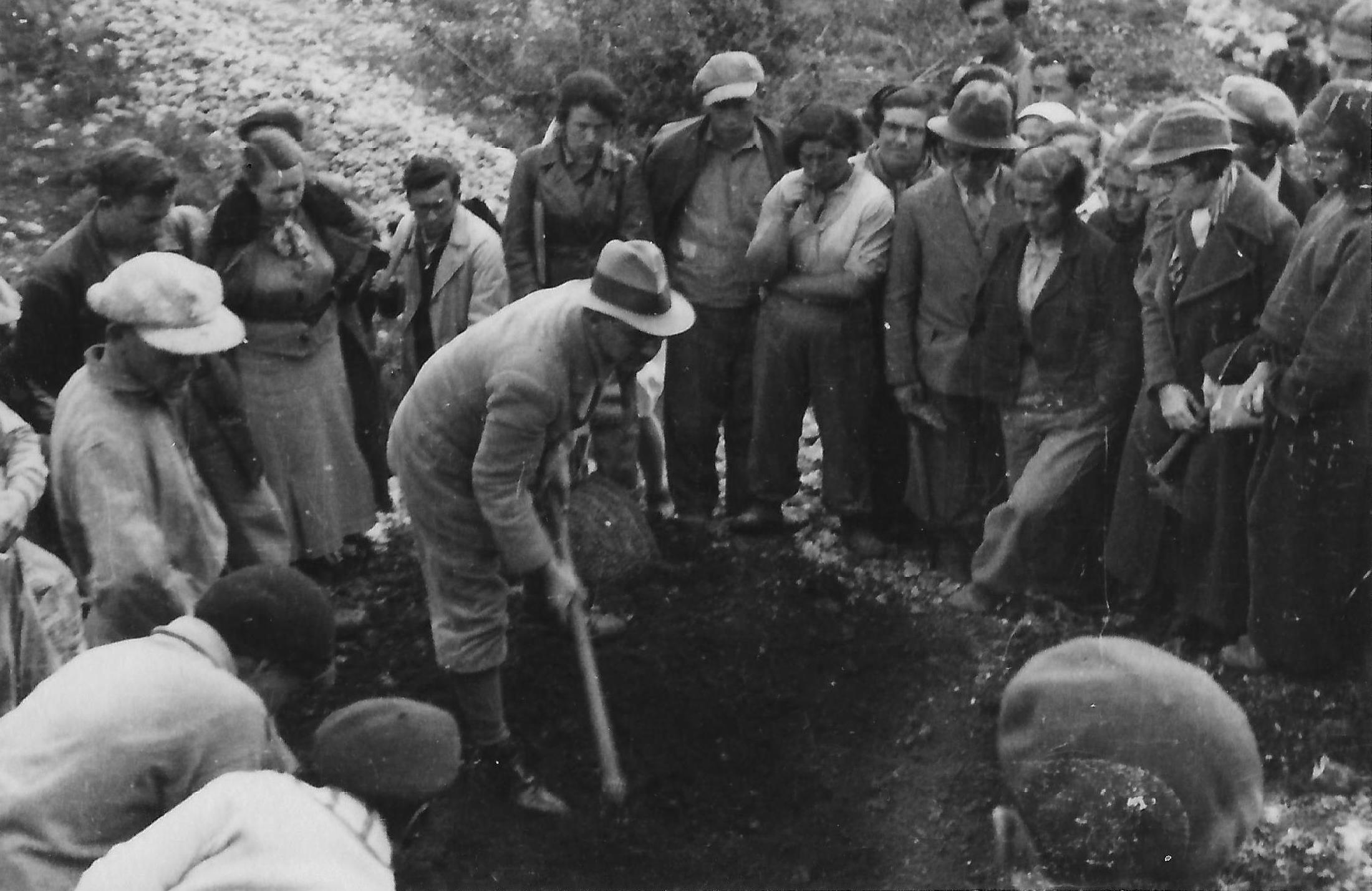
Alexander Eig zakłada Narodowy Ogród Botaniczny Izraela na Górze Skopus, 1931 r.

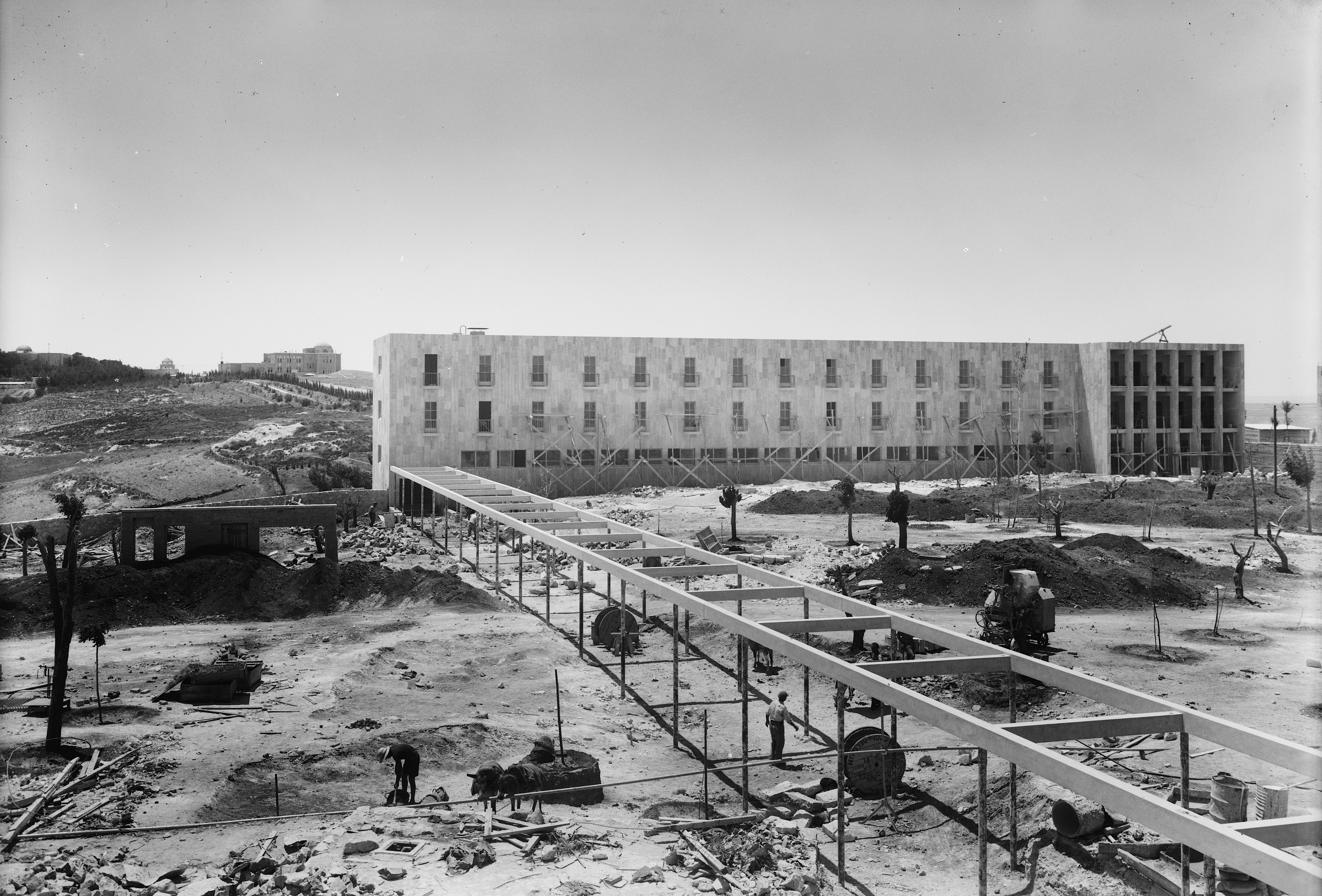
Budowa Szpitala Hadassa, 1934 r.

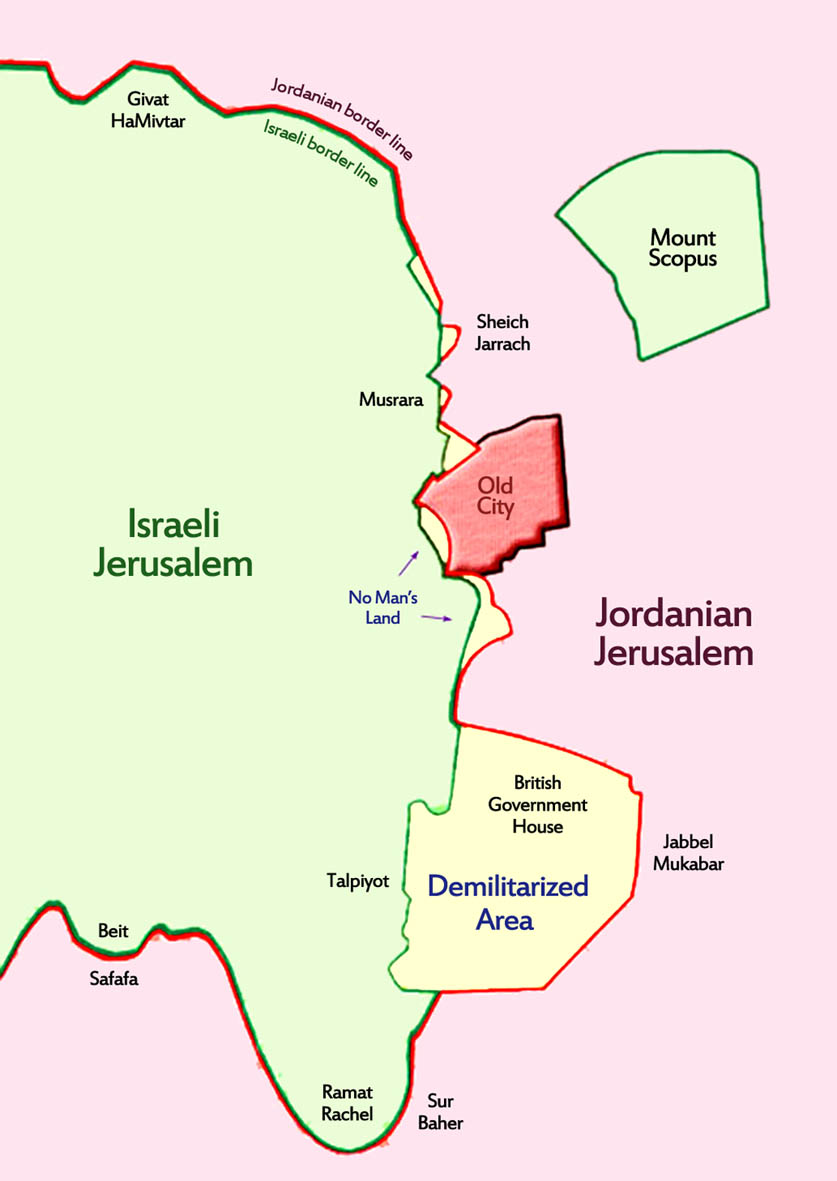
Mapa Jerozolimy i Góry Skopus w latach 1948–1967

Badania archeologiczne wskazują, że na terenie obecnej Jerozolimy (Wzgórze Ofel) osadnictwo ludzkie istniało już w epoce miedzi (IV tysiąclecie p.n.e.). W epoce brązu w rejonie tym istniała stała osada ludzka. Mniej więcej w tym okresie doceniono Górę Skopus, gdyż zaczęto wydobywać miękką skałę kredową. Skała ta nie nadawała się jako surowiec do budowy domów, ale tutejsze jaskinie pokopalniane groty wykorzystywano jako miejsca pochówków. Sama Góra Skopus pozostawała w czasach starożytnych nie zabudowana. Wzgórze dominuje nad Starym Miastem Jerozolimy, stanowiąc znakomity, trudny do zdobycia punkt strategiczny. Z tego powodu doceniono jego znaczenie. Podczas bitwy pod Jerozolimą w 66 roku, Rzymianie rozbili tutaj obóz, i stąd przeprowadzali kolejne szturmy na miasto. W roku 70, podczas oblężenia Jerozolimy również stacjonowały tu rzymskie legiony, a w 1099 roku wykorzystali je krzyżowcy przed zdobyciem Jerozolimy.
W czasach współczesnych, pod koniec XIX wieku rozpoczęło się osadnictwo żydowskie w Palestynie. W latach 1882–1884 w środowisku działaczy ruchu syjonistycznego pojawiła się koncepcja założenia pierwszego żydowskiego uniwersytetu w Palestynie. Pojawił się jednak problem z uzyskaniem zgody od władz osmańskich i pozyskaniem gruntów pod budowę uczelni. W 1914 roku udało się zakupić położoną na szczycie wzgórza niewielką posiadłość należącą do sir Johna Grey Hilla. Sytuacja zmieniła się dopiero po I wojnie światowej, kiedy to w grudniu 1917 roku Jerozolima przeszła pod panowanie Brytyjczyków. Na Górze Skopus znajdował się wówczas brytyjski obóz wojskowy, a u jego podnóża założono wojskowy cmentarz, na którym pochowano ponad 2,5 tys. poległych brytyjskich żołnierzy. W 1921 roku Brytyjczycy utworzyli Mandat Palestyny. Wszystkie te wydarzenia umożliwiły stronie żydowskiej podjęcie zupełnie nowych działań. W dniu 24 lipca 1918 roku na Górze Skopus odbyła się uroczystość wkopania kamienia węgielnego pod budowę Uniwersytetu Hebrajskiego. Projekt kampusu uniwersyteckiego przygotował sir Patrick Geddes, który chciał, aby Wielki Hall miał kształt sześcioramiennej gwiazdy Dawida i stanowił kontrapunkt dla ośmiobocznej Kopuły na Skale na pobliskim Wzgórzu Świątynnym. Ten plan nie został zrealizowany, chociaż Geddes zaprojektował Bibliotekę Uniwersytecką. Cały kampus został wybudowany w taki sposób, że przypomina on wybudowaną na stokach góry obronną fortecę. Uroczystość otwarcia Uniwersytetu Hebrajskiego odbyła się 1 kwietnia 1925 roku w obecności wielu dygnitarzy. W pierwszych latach swojego istnienia, uczelnia zajmowała się wyłącznie badania naukowymi, a normalne nauczanie studentów rozpoczęło się od 1928 roku. W kolejnych latach uczelnia bardzo szybko się rozwijała i stała się ważnym ośrodkiem badawczym edukacyjnym, koncentrującym się na naukach humanistycznych, naukach ścisłych, medycynie, prawie i rolnictwie. W 1931 botanik Alexander Eig założył na górze Ogród Botaniczny Uniwersytetu Hebrajskiego. Jest to jeden z największych zbiorów izraelskich roślin. Była to także pierwsza siedziba jerozolimskiego ogrodu zoologicznego. W 1938 roku na górze otworzono Szpital Hadassa. Jego nowoczesny budynek zaprojektował Erich Mendelsohn. Szpital mieścił 300 łóżek dla pacjentów, szkołę pielęgniarską oraz instytut badawczy. W 1947 roku uniwersytet posiadał 200 pracowników naukowych, z których wiedzy korzystało ponad tysiąc studentów.
Uchwalona 29 listopada 1947 roku Rezolucja Zgromadzenia Ogólnego ONZ nr 181 zakładała, że na terenie byłego Mandatu Palestyny miały powstać dwa państwa (żydowskie i arabskie) oraz mała międzynarodowa strefa obejmująca Jerozolimę i Betlejem. Strefa międzynarodowa miała pozostawać poza granicami obu państw i być zarządzana przez Narody Zjednoczone, które stawały się gwarantem bezpieczeństwa wszystkich świętych miejsc chrześcijaństwa, islamu i judaizmu w obu miastach. Społeczność żydowska zaakceptowała plan podziału Palestyny, jednak Arabowie odrzucili go i dzień później doprowadzili do wybuchu wojny domowej w Mandacie Palestyny. Region Jerozolimy stanowił najsilniejszy punkt sporny wojny. Już w grudniu 1947 roku siły arabskie przecięły tę drogę, odcinając Górę Skopus od żydowskiej Zachodniej Jerozolimy. W ten sposób, góra stała się izolowaną żydowską enklawą. Obszar góry miał bardzo duże znaczenie strategiczne. Znajdując się głęboko poza liniami arabskimi, umożliwiał żydowskiej organizacji paramilitarnej Hagana przeprowadzanie ataków dywersyjnych na tyłach przeciwnika. Z tego powodu, Hagana ufortyfikowała wzniesienie, wykorzystując je jako swoją bazę operacyjną i wysuniętą placówkę obserwacyjną. W dniu 26 lutego 1948 roku wyprowadzono stąd atak na sąsiednie osiedle Wadi al-Dżauz. Pomimo to, przez cały czas utrzymywał się stan silnego zagrożenia enklawy ze strony arabskiej. W dniu 2 marca 1948 roku operator Szpitala Hadassa odebrał telefon od arabskiego rozmówcy, który ostrzegał, że w ciągu 90 minut szpital zostanie wysadzony. Do eksplozji nie doszło, ale dla strony żydowskiej stały się jasne intencje Arabów. Na konferencji prasowej w dniu 17 marca, dowódca sił arabskich w Jerozolimie, Abd al-Kadir al-Husajni zagroził zdobyciem i zniszczeniem Szpitala Hadassa i Uniwersytetu Hebrajskiego. Oświadczył on: „Ponieważ Żydzi atakują nas i wysadzają domy z kobietami i dziećmi, korzystając z baz w Szpitalu Hadassa i Uniwersytecie Hebrajskim, wydałem rozkaz zajęcia, a nawet zburzenia ich”.
Na porządku dziennym były przypadki ostrzelania pojazdów poruszających się po drodze do Góry Skopus. Pod amerykańską presją brytyjski Minister Kolonii Arthur Creech Jones i Wysoki Komisarz Palestyny Alan Cunningham udzielili stronie żydowskiej gwarancji, że konwoje z zaopatrzeniem będą chronione przez brytyjskich żołnierzy. Obietnicę tę złożono ze względu na kulturowe znaczenie instytucji działających na górze. Międzynarodowy Komitet Czerwonego Krzyża złożył propozycję, aby Szpital Hadassa funkcjonował pod jego flagą. Postawił przy tym warunek, że obszar Góry Skopus musi być strefą zdemilitaryzowaną, na co strona żydowska nie wyraziła zgody. Żydzi zdawali sobie przy tym sprawę z istniejących zagrożeń. Przygotowali nawet plan ewentualnej ewakuacji, który był jednak uzależniony od zapewnienia przez Brytyjczyków ochrony. W przeciwnym razie, jedyną alternatywą pozostawało przyjęcie oferty Czerwonego Krzyża. Z tego powodu przygotowano duży konwój, który wraz z zaopatrzeniem i posiłkami miał 13 kwietnia 1948 roku dotrzeć do enklawy na Górze Skopus. Wpadł on jednak w zasadzkę i doszło do masakry konwoju medycznego Hadassa (zginęło 79 osób, w tym lekarze, pielęgniarki, pacjenci i pracownicy naukowi). W odpowiedzi, 24 kwietnia członkowie żydowskiej Hagany podjęli próbę przejęcia kontroli nad osiedlem Szajch Dżarrah i odblokowania Góry Skopus, zostali jednak powstrzymani przez brytyjskich żołnierzy. Sytuacja w rejonie góry była jednak bardzo napięta i na początku maja 1948 roku brytyjscy żołnierze przeprowadzili ewakuację 700 pacjentów i personelu medycznego. Na miejscu pozostawiono niewielki personel i około 50 miejsc szpitalnych. Gdy 14 maja 1948 roku wybuchła I wojna izraelsko-arabska, sytuacja w całym obszarze bardzo się pogorszyła. W dniu 17 maja 1948 jordański Legion Arabski wkroczył do dzielnicy Szajch Dżarrah, przyłączając się tym samym do bitwy o Jerozolimę. Pod koniec maja szpital Hadassa zupełnie zawiesił działalność. Nie docierały do niego żadne dostawy, ale na miejscu wciąż pozostawała niewielka liczba lekarzy i studentów. W dniu 7 lipca 1948 roku, na dzień przed końcem pierwszego rozejmu, dowódcy wojskowi Sił Obronnych Izraela zawarli porozumienie z dowództwem Legionu Arabskiego w sprawie demilitaryzacji Góry Skopus. Cały ten obszar został podzielony na trzy części: (1) izraelską enklawę, (2) arabską wieś Isawija i (3) brytyjski cmentarz wojenny. Nad całością obszaru opiekę roztoczyła Organizacja Narodów Zjednoczonych, zezwalając na obecność 84 izraelskich i 46 jordańskich policjantów. Niniejsza umowa pozostała w mocy do końca wojny i została potwierdzona przez zawarty w kwietniu 1949 roku rozejm izraelsko-jordański. Określał on, że teren Szpitala Hadassa i Uniwersytetu Hebrajskiego będzie stanowić zdemilitaryzowaną enklawę izraelską. Nadzór nad jej bezpieczeństwem sprawowały międzynarodowe siły UNTSO. Wschodnia Jerozolima stała się częścią Jordanii. Co dwa tygodnie przez przejście graniczne Bramy Mandelbauma przejeżdżał konwój trzech izraelskich pojazdów, dowożąc zaopatrzenie i nową zmianę ludzi na Górę Skopus. W tutejszych instytucjach naukowych mogło pracować 35 pracowników izraelskich. Z czasem obie strony złamały warunki porozumienia, doprowadzając do ponownej militaryzacji obszaru góry. Izraelczycy przemycili cięższą broń oraz ufortyfikowali część kompleksu. Natomiast Jordańczycy przejęli wieś Isawija i utworzyli sieć placówek wojskowych. Jednakże przez cały czas nie ograniczano ruchu konwojów, chociaż czasami Jordańczycy celowo je opóźniali. W 1954 roku strona izraelska utworzyła specjalistyczną jednostkę wojskową zwaną Boja 247, której zadaniem była obrona Góry Skopus. Do incydentów dochodziło niezwykle rzadko – do poważniejszych doszło w 1957 i 1958 roku. W tym ostatnim roku w zasadzkę przy ogrodzie botanicznym wpadł izraelski patrol. W wymianie ognia zginęło wtedy 4 żydowskich żołnierzy. Po tym incydencie, siły UNTSO wprowadziły nowe mechanizmy kontrolne wsi Isawija. Izraelczycy jednak nieustannie obawiali się, że w przypadku jordańskiego ataku na Górę Skopus, nie będą w stanie odpowiednio szybko przybyć z pomocą i utracą całą enklawę. Z tego powodu na sąsiednich wzgórzach utworzono silne fortyfikacje wojskowe ze stanowiskami ogniowymi artylerii. Gdy w 1967 roku wybuchła wojna sześciodniowa, izraelscy spadochroniarze otrzymali jako pierwsze zadanie dotrzeć do Góry Skopus. Zadanie to zostało wykonane, a enklawa Góry Skopus połączona z żydowską Jerozolimą. Ponieważ tutejsze budynki były mocno zniszczone, cały kompleks wymagał rewitalizacji. W latach 1968–1972 główne wysiłki zostały skoncentrowane na połączeniu enklawy z Zachodnią Jerozolimą. Wzdłuż strategicznej drogi powstały wówczas nowe żydowskie osiedla: Wzgórze Francuskie, Giwat ha-Miwtar, Ma’alot Dafna i Ramat Eszkol. Przy drodze powstała Komenda Główna Policji, a w latach 80. XX wieku wybudowano kompleks budynków rządowych Kirjat Menachem Begin. Między Górą Skopus a Wzgórzem Francuskim powstał kompleks akademików kampusu uniwersyteckiego (800 pokojów mieszkalnych). W styczniu 2003 roku została otworzona nowa droga z Jerozolimy na wschód do Doliny Jordanu. Droga ta przechodzi pod Górą Skopus tunelem o długości 550 metrów. Tunel nazwano na cześć piosenkarki Na’omi Szemer.

## Współczesne wykorzystanie
Najważniejsze miejsce na Górze Skopus zajmuje kompleks Uniwersytetu Hebrajskiego, który stanowi interesujący przykład współczesnej architektury. W latach 1948–1967 uczelnię przeniesiono do Giwat Ram, gdzie do dziś znajduje się część wydziałów. Kampus na Górze Skopus został mocno rozbudowany i przeszedł on gruntowną rewitalizację. Przy uczelni jest położony ogród botaniczny. Całość można zwiedzać z przewodnikiem. Największą atrakcją jest nowoczesna synagoga Hechta, którą wzniesiono ze środków finansowych przekazanych przez rodzinę amerykańskiego senatora Majera Jacoba Hechta. Szczególnymi instytucjami edukacyjnymi są Akademia Sztuk Pięknych i Wzornictwa Besaleela oraz Uniwersytet Brighama Younga. Ten ostatni powstał mimo silnych sprzeciwów ortodoksyjnych Żydów. Na uwagę zasługuje Szpital Hadassa, uznawany za jeden z najlepszych ośrodków medycznych na świecie. Na południowych stokach góry jest położony Szpital Augusta Victoria. Natomiast w zachodniej części wzgórza znajduje się brytyjski cmentarz wojenny w Jerozolimie, na którym pochowano poległych podczas I wojny światowej brytyjskich żołnierzy.

## Turystyka
Ze wzgórza rozciągają się wspaniałe widoki na Jerozolimę i Pustynię Judzką w kierunku Morza Martwego i Jordanii. Najpiękniejszy widok rozciąga się z amfiteatru. Na południowo-zachodnich zboczach góry rozciąga się niewielki Park Narodowy Doliny Zurim. Chroni on historyczny krajobraz centrum Jerozolimy, oraz zachowuje oryginalną enklawę Doliny Cedron i Góry Oliwnej. W 2012 roku utworzono Park Narodowy zboczy Góry Skopus.